# Sit skupiony
Sit skupiony (Juncus conglomeratus L.) – kępowa roślina wieloletnia z rośliny sitowatych. Zasięg obejmuje północno-zachodnie krańce Afryki, niemal całą Europę i rejon Kaukazu. Zawleczony zdziczał w Australii, na Nowej Zelandii i w Ameryce Północnej. W Polsce gatunek pospolity (rzadszy tylko w północno-wschodnich krańcach kraju). Rośnie w miejscach wilgotnych, w górach po regiel górny.

## Morfologia

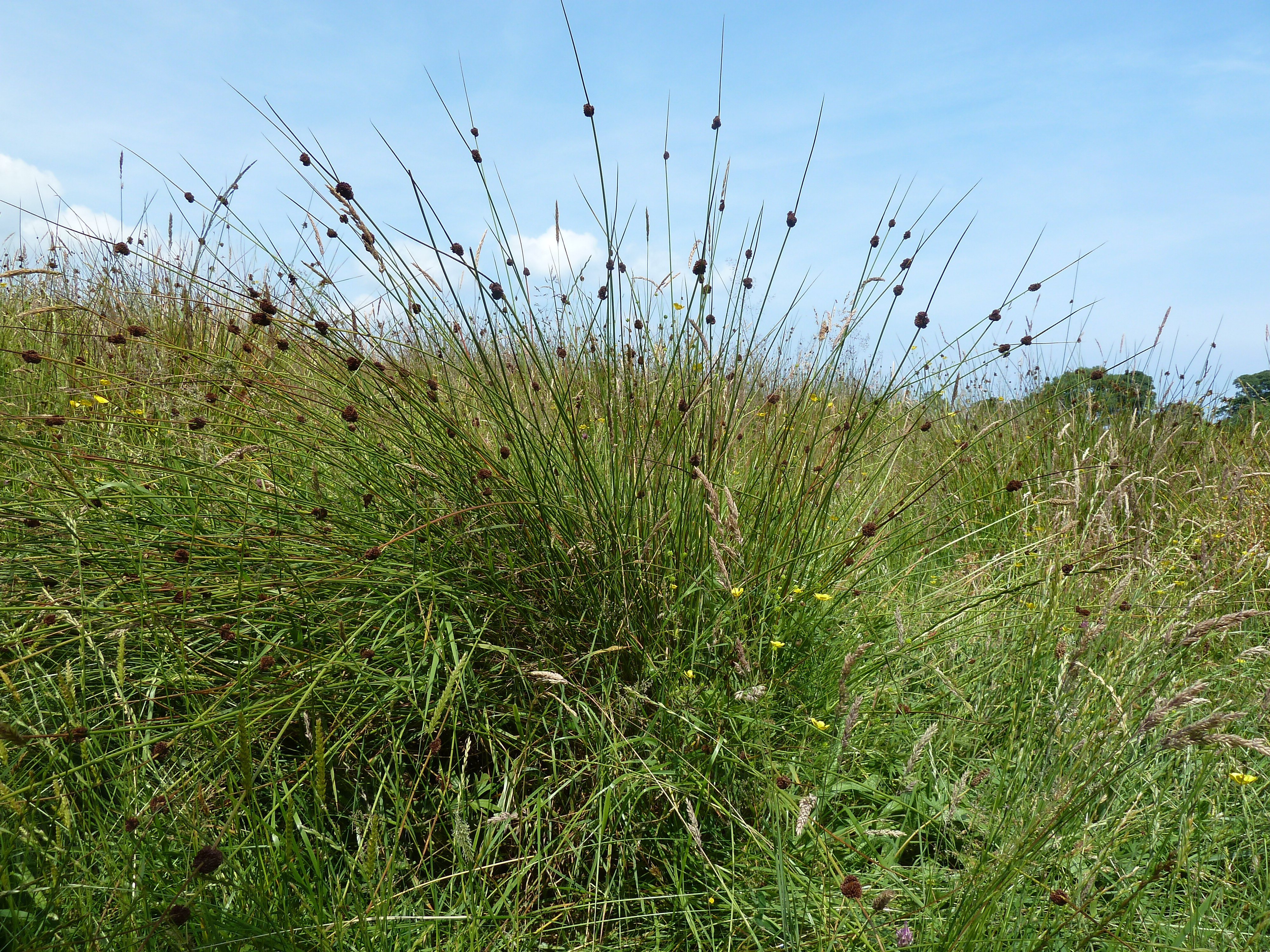
Pokrój

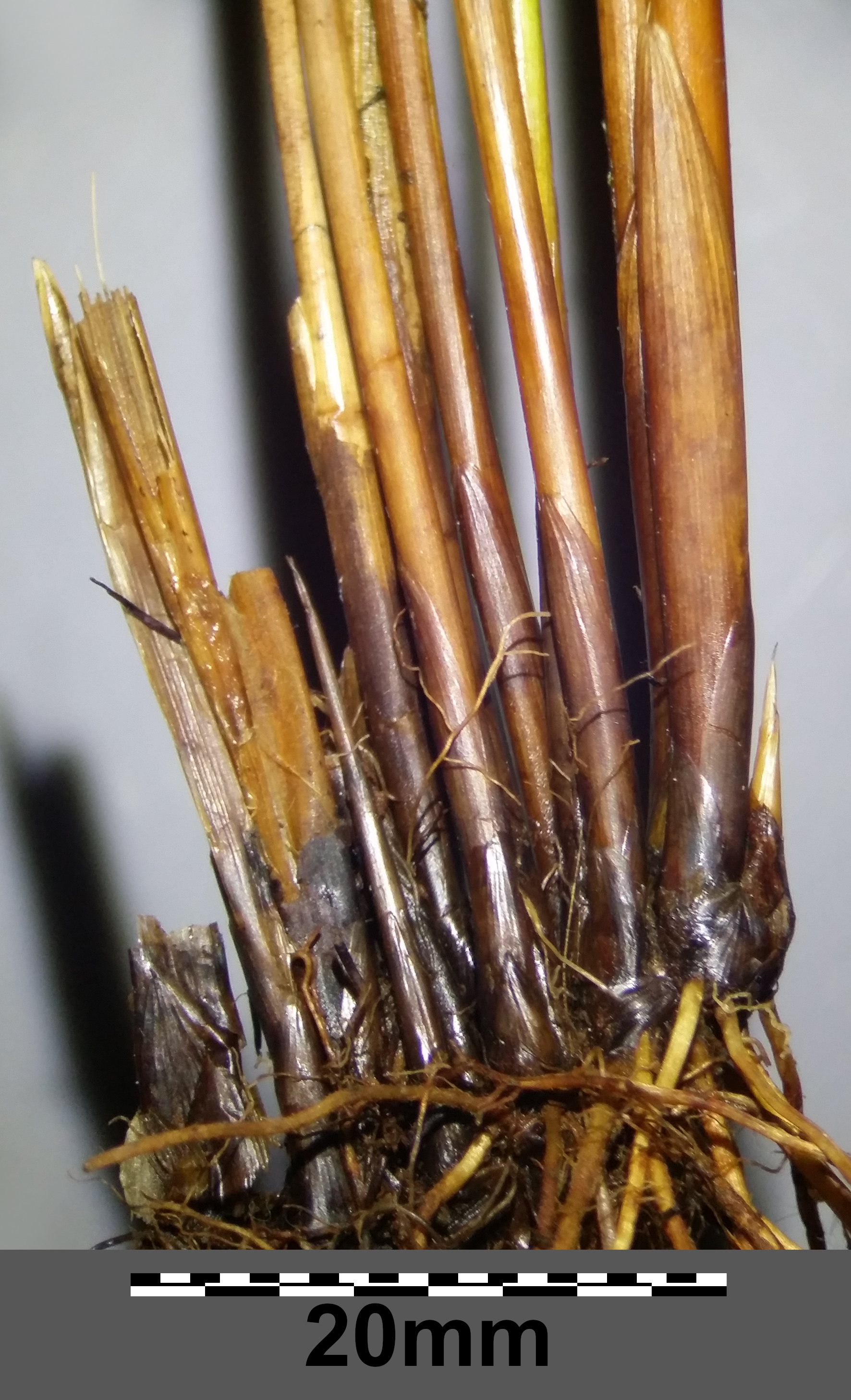
Brunatne łuski u nasady pędów

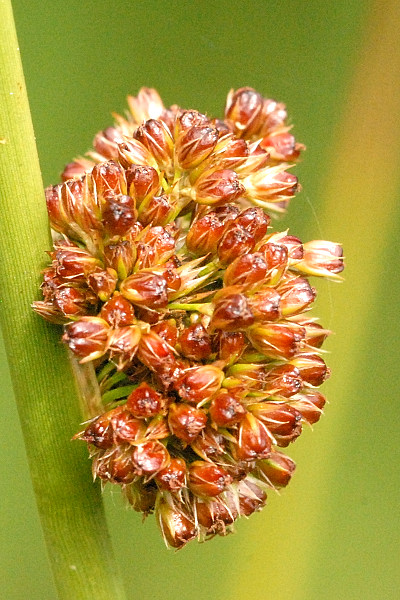
Kwiatostan

PokrójTworzy duże, gęste kępy do 1,2 m wysokości z gęstą wiązką korzeni.
ŁodygiSzydlaste, bezkolankowe, żywozielone, częściowo wypełnione rdzeniem (rdzeń ciągły, nieprzerywany), u nasady (poniżej poziomu gruntu) otulone łuskowatymi, brunatnymi pochwami. Łodygi pod kwiatostanem są żeberkowane, podczas gdy u podobnego situ rozpierzchłego są one gładkie.
LiścieWyłącznie odziomkowe, szydlaste, podobne do łodyg.
KwiatostanGęsta, kulista wierzchotka szczytowa. Wygląda na boczną ponieważ u nasady wyrasta jako przedłużenie łodygi przysadka.
KwiatDrobny, długości 2–2,5 mm, okwiat rdzawy, pręcików 3–6. Kwitnie od czerwca do sierpnia.
OwocTorebka jajowata, z małym dzióbkiem na czubku.
NasionaDrobne (do 0,3 mm długości), ciemnobrunatne, jajowato podłużne, bokiem spłaszczone, na końcu zaostrzone, matowe. Masa 1000 nasion wynosi 0,01 g. Kiełkują w 89%.

## Biologia i ekologia
Rośnie na podmokłych łąkach i pastwiskach na glebach ciężkich i słabo przewietrzanych (poniżej 10% zawartości powietrza). Ekspansywny na siedliskach wilgotnych nazbyt intensywnie wypasanych lub wydeptywanych.

## Zmienność
Tworzy mieszańce z sitem rozpierzchłym, sinym i cienkim.